# 亞瑟·肯尼斯·瓊斯
亞瑟·肯尼斯·瓊斯（英語：Arthur Kenneth Jones，1888年—1975年），是一名英格蘭男子羽球運動員，出生在南安普敦。
亞瑟·肯尼斯·瓊斯是羽球運動的先驅。1925年至1926年，他加入一個六名球員組成的團體，前往加拿大和美國兩個月，在這些國家發展這項運動。在羽球界裡，他被稱為A·K·瓊斯。
亞瑟·肯尼斯·瓊斯生平只贏過一場重要賽事。在1925年的全英羽球錦標賽，他與賀伯特·優霸一起贏得了男子雙打冠軍。直到1977年舉辦第一屆羽毛球世錦賽前，該項比賽都被視為非官方的世界錦標賽。1975年，逝世於索爾茲伯里。